# Babyczewe
Babyczewe (ukr. Бабичеве) – wieś na Ukrainie, w obwodzie ługańskim, w rejonie swatowskim, w hromadzie Trojićke. W 2001 liczyła 721 mieszkańców.